# Night Watch (2004)
Night Watch (Russisch: Ночной дозор, Notsjnoj dozor) is een Russische fantasy-actiefilm van Timoer Bekmambetov uit 2004. De Nederlandse première vond plaats op 8 juni 2005 tijdens het Amsterdam Fantastic Film Festival, de Belgische première op 28 september 2005. De film is gebaseerd op een boek van Sergej Loekjanenko en is het eerste deel van een trilogie. De trilogie bestaat verder uit Day Watch en zou afgesloten moeten worden met Twilight Watch, waarvoor Fox de rechten heeft verworven, maar waarvan de productie nog niet gestart is.

## Plot
In de proloog, die plaatsvindt in de Middeleeuwen, worden mensen met buitengewone krachten Anderen genoemd. De Anderen zijn aanhangers van ofwel het Licht, ofwel het Donker. De Lichten en de Donkeren dagen elkaar uit voor een gevecht. Geser, de leider van het Licht, realiseert zich dat beide groepen even sterk zijn en elkaar zullen vernietigen. In een overeenkomst met Zavulon, generaal van het Donker, besluiten beide tot een staakt-het-vuren en de oprichting van een Night Watch door de Lichten en een Day Watch door de Donkeren, met de bedoeling om het evenwicht te bewaren.
De tijd verplaatst naar de huidige tijd. Anton Gorodetski, die door zijn vrouw is verlaten voor een andere man, gaat naar een oude vrouw die beweert dat zij zijn vrouw bij hem kan laten terugkeren. De vrouw vertelt hem dat zijn vrouw zwanger is van de andere man en dat ze een miskraam bij haar moet opwekken omdat ze anders gebonden blijft aan de andere man. Anton accepteert de verantwoordelijkheid hiervoor. De oude vrouw maakt een drank met daarin Antons bloed, dat hij moet opdrinken. Zijn vrouw krijgt inderdaad ernstige pijn in haar buik, terwijl ze ver weg is op een boottrip. Als de oude vrouw bijna klaar is met haar toverspreuk, worden er twee mensen zichtbaar en verschijnt een derde aan de deur, die van gedaante verandert in een tijger die de oude vrouw verslindt. De drie zijn verrast dat Anton hen kan zien en concluderen dat hij een Andere is.
Twaalf jaar later is Anton lid geworden van de Night Watch, samen met de drie figuren. Anton verzoekt zijn buurjongen Kostia om hem naar diens vader te brengen, die slager is. De vader bereidt met tegenzin een magische drank van varkensbloed, die Anton drinkt. Als Anton weg is, merkt de vader op dat de Night Watch alleen bloed drinkt als ze op een vampier jagen, hetgeen zowel Kostia als zijn vader zijn.
Een twaalfjarige jongen, Yegor, hoort de lokroep van een vampier die honger heeft. Anton is Yegor op het spoor omdat hij de lokroep door de magische drank ook kan horen. Anton ziet ook een blonde vrouw waarvan het haar rondwappert hoewel ze zich in een metrowagon bevinden zonder luchtcirculatie.
Yegor vlucht, maar Anton vindt hem als twee vampiers hem aanvallen. Anton verwondt de vrouwelijke vampier, maar vecht een moeilijk gevecht met de mannelijke vampier omdat Anton hem alleen in een spiegel kan zien. De andere leden van de Night Watch komen aan en zetten hun lampen aan. Anton pakt een spiegelscherf en schijnt daarmee op de mannelijke vampier, die sterft. Een lid van de Day Watch verschijnt en vertelt dat de Day Watch op de hoogte is van de moord op een van de Donkeren.
De gewonde Anton wordt behandeld door Geser, die hem uitlegt dat hij deze zaak beter had kunnen oplossen door de Duisternis in te stappen, een schaduwwereld die alleen toegankelijk is voor Anderen.
Als Anton hem vertelt Over de vrouw in de metro, vertelt Geser hem een legende over een maagd. Alle dieren en mensen om haar heen werden ziek of stierven. Deze maagd is nu herboren en om de betovering te verbreken, moeten ze degene die haar betoverd heeft vinden. Geser geeft aan Anton een assistent in de vorm van een opgezette uil. Anton moet erom lachen totdat Geser de opgezette uil uit het raam gooit, die gaat leven en wegvliegt.
De uil vliegt later het appartement van Anton binnen en verandert van gedaante in een vrouw. Kostia belt aan en vertelt dat hij weet dat hij een Donkere Andere heeft vermoordt. Anton en Olga redden Yegor van de vrouwelijke vampier en laten hem beveiligen door twee Nachtwachtleden, maar hij ontsnapt alsnog, gelokt door de roep van de vampier.
Anton en Olga gaan naar de flat van Svetlana, de vrouw in de metro. Er hangt een vortex met vogels boven de flat en er zijn ernstige dingen gebeurd met de mensen om haar heen. In een flashback komt Anton erachter dat Yegor zijn eigen zoon is en niet die van zijn vrouws toenmalige vriend. Het blijkt dat Svetlana zichzelf heeft betoverd, hetgeen inhoudt dat zij een Andere is. De betovering verbreekt en de vortex verdwijnt.
Yegor ontsnapt aan de vampier en probeert Anton te redden van Zavulon, die op het dak is verschenen. Tijdens het duel probeert Anton Zavulon te steken. Zavulon stapt opzij op het moment dat Yegor komt aanlopen. Zavulon stopt Antons beweging, waardoor het zowel lijkt dat hij Yegor heeft gered als dat Anton zijn eigen zoon probeerde te vermoorden. Zavulons assistent maakt bekend dat Anton zijn zoon heeft geprobeerd te vermoorden. Yegor sluit zich hierop aan bij de Donkeren, tot ongenoegen van Anton.